# Ambonville
 Ambonville  es una población y comuna francesa, en la región de Champaña-Ardenas, departamento de Alto Marne, en el distrito de Saint-Dizier y cantón de Doulevant-le-Château.

## Demografía
| 146 | 130 | 110 | 91 | 81 | 78 |
| Para los censos de 1962 a 1999 la población legal corresponde a la población sin duplicidades (Fuente: INSEE [Consultar]) |     |     |    |    |    |

## Personnalités liées à la commune
- François-Alexandre Hatier, editor, nació en Ambonville en 1856